# Юлиян Манев
Юлиян Георгиев Манев (Прякор – Кийгъна) е бивш български футболист, нападател. Висок е 165 см и тежи 74 кг. Играл е за Тетевен, Галата (по-късно преименуван на Олимпик (Галата) и Олимпик (Тетевен)), Партизанин (Червен бряг), Ботев (Враца) и Видима-Раковски. В А група има 27 мача и 9 гола.

## Статистика по сезони
- Тетевен – 1987/88 – В група, 8 мача/1 гол
- Тетевен – 1988/89 – В група, 11/2
- Тетевен – 1989/90 – В група, 17/3
- Тетевен – 1990/91 – В група, 24/7
- Тетевен – 1991/92 – В група, 19/6
- Партизан (Червен бряг) – 1992/93 – А ОФГ
- Галата – 1992/93 – Б ОФГ, 21/8
- Партизан (Червен бряг) – 1992/93 - В група
- Галата – 1993/94 – А ОФГ, 25/11
- Олимпик (Галата) – 1994/95 – В група, 30/9
- Олимпик (Галата) – 1995/96 – Б група, 34/3
- Олимпик (Галата) – 1996/97 – Б група, 31/13
- Олимпик (Тетевен) – 1997/98 – А група, 27/9
- Ботев (Враца) – 1998/ес. - Б група, 15/7
- Олимпик (Тетевен) – 1999/пр. - Б група, 14/5
- Видима-Раковски – 1999/00 – Б група, 26/3
- Олимпик (Тетевен) – 2000/01 – В група, 27/11
- Олимпик (Тетевен) – 2001/02 – В група, 19/7
- Олимпик (Тетевен) – 2002/ес. - Б група, 6/0